# Дюпен, Андре
Андре Дюпен (прозванный старшим; 1783—1865) — французский государственный деятель и юрист, член французской академии.

## Карьера
С 1800 г. стал адвокатом. Избранный в 1815 г. депутатом, издал сочинение «Sur la libre défense des accusés» (Париж, 1815) и вместе с обоими Берье защищал маршала Нея; участвовал как защитник и во многих других политических судебных процессах времен реставрации, в том числе выступал адвокатом Николя Баву, Роберта Вильсона, Доминика де Прадта, Рене Савари, Франсуа Изамбера. В качестве члена палаты депутатов редактировал в 1830 г. известный адрес 221.
После июльской революции он стал на сторону победоносной буржуазии, доказывая («La révolution de 1830», Париж, 1832), что Луи-Филипп I возведён на престол не потому, а несмотря на то, что он Бурбон. Вскоре он занял должность генерального прокурора кассационного суда. В палате депутатов он стоял на стороне умеренной партии. С 1832 по 1840 г. был президентом палаты.
В учредительном собрании был членом комиссии по составлению конституции. В законодательном собрании, избравшем его в свои президенты, он склонялся на сторону Луи-Наполеона и стеснял свободу ораторов-республиканцев. Когда совершился переворот 2 декабря 1851 г., Дюпен выказал большое малодушие; инициативу протеста против незаконных действий президента республики должен был взять на себя, за отказом Дюпена, вице-президент собрания, граф Дарю (также монархист). От должности ген.-прокурора кассационного суда Дюпен отказался, когда был издан декрет о конфискации земель Орлеанского дома (1852), но в 1857 г. согласился вновь занять её.
Ревностный сторонник галликанизма, он защищал его в 1854 г. против нападений Монталамбера. Как юрист-практик Дюпен пользовался большим авторитетом; но его сочинения не имеют научного значения. Список их — в его издании писем Camus об адвокатской профессии. Его мемуары вышли в 1855—1862 гг.
Считается (наряду с его младшим братом Франсуа Шарлем Пьером Дюпеном (1784—1873) — известным математиком и экономистом) одним из прототипов Огюста Дюпена персонажа американского писателя Эдгара Аллана По (новеллы «Убийство на улице Морг», «Тайна Мари Роже», и «Похищенное письмо»), который чаще всего рассматривается как первый литературный детектив. Некоторые из его книг были переведены на английский, и одна издана в Бостоне в 1839 году, так что Эдгар По, мог быть с ней знаком. У него был ещё брат адвокат Симон Филипп Дюпен (7.10.1795, Варзи, штат Ньевр - 14.02.1846).